# 10793 Quito
10793 Quito è un asteroide della fascia principale. Scoperto nel 1992, presenta un'orbita caratterizzata da un semiasse maggiore pari a 3,171566 UA e da un'eccentricità di 0,094664, inclinata di 8,084752° rispetto all'eclittica. Ha un diametro di 16,060 km, un periodo di rotazione di 11,299 ore e un'albedo di 0,068.
Fa parte della famiglia di asteroidi Veritas.
L'asteroide è dedicato a Quito, capitale dell'Ecuador.